# Баррос-Бланкос
Баррос-Бланкос (исп. Barros Blancos) — город в южной части Уругвая, в департаменте Канелонес, к востоку от столицы страны, города Монтевидео. Административный центр одноимённого муниципалитета.

## География
Город расположен вдоль дороги № 8, ведущей из Монтевидео в Пандо. По своей сути Баррос-Бланкос представляет собой юго-западное продолжение городской территории города Пандо.

## История
25 июня 1976 года город был переименован в Хуан-Антонио-Артигас. 11 июня 2011 года городу было возвращено прежнее название Баррос-Бланкос.

## Население
По данным на 2011 год население города составляет 31 650 человек.
| Год  | Население |
| ---- | --------- |
| 1963 | 5324      |
| 1975 | 8311      |
| 1985 | 10 585    |
| 1996 | 13 464    |
| 2004 | 13 553    |
| 2011 | 31 650    |

Источник: Instituto Nacional de Estadística de Uruguay